# Campeonato Uruguayo de Primera División 2018
El Campeonato Uruguayo 2018 constituyó el 115.° torneo de primera división del fútbol uruguayo organizado por la AUF, correspondiente al año 2018. El torneo fue nombrado «Ing. Julio César Franzini». El campeón fue el Club Atlético Peñarol tras derrotar al Club Nacional de Football en la semifinal (definición entre los campeones de los torneos Apertura y Clausura), no teniendo que disputarse una final por haber ganado también la Tabla Anual.

## Sistema de disputa
El sistema consiste en un Torneo Apertura hasta mitad de año y un Torneo Clausura en la otra mitad. Pero se les suma un Torneo Intermedio en invierno, entre las dos competiciones. Tanto el Apertura como el Clausura, se juegan de manera poco tradicional, con 15 equipos y 14 fechas todos contra todos, de manera que cada equipo tiene una fecha libre por torneo corto. Mientras que el Intermedio es una copa dividida en dos series, una de 8 equipos y otra de 7, determinados por su ubicación en la tabla, si es par o impar, el formato también es todos contra todos en 7 fechas, los campeones de cada serie juegan un partido para determinar al campeón. Cada torneo mencionado suma puntos para la tabla anual.
Para determinar el campeón uruguayo de la temporada, se utiliza el formato tradicional, que consiste en jugar un play-off, entre el club que más puntos sumó en la tabla anual, y el ganador de un partido entre el campeón del Apertura y Clausura.
El equipo que se corone campeón del Torneo Intermedio se enfrentará al ganador del Campeonato Uruguayo, en la Supercopa Uruguaya. En caso de que un club gane ambas competiciones, su rival será el finalista del Intermedio. Es un partido único que se jugará una semana antes de que comience la temporada siguiente.
En cuanto a los cupos a competiciones internacionales, el campeón del Uruguayo, clasificará a la Copa Libertadores 2019 como Uruguay 1, mientras que los tres equipos con mayor puntaje en la tabla anual, exceptuando a Uruguay 1, clasificarán como Uruguay 2, Uruguay 3 y Uruguay 4. El club que le siga en puntaje a Uruguay 4 de la Libertadores, clasificará a la Copa Sudamericana 2019 como Uruguay 1, el campeón del Torneo Intermedio clasificará como Uruguay 2 si no logra el cupo por la tabla anual, mientras que Uruguay 3 y Uruguay 4 serán aquellos dos equipos que sigan en puntaje de la tabla anual a Uruguay 1 de la Sudamericana.
Ante la no participación del El Tanque Sisley, sus partidos por los Torneos Apertura y Clausura computarán como ganados por el equipo contrario sin sumar goles a favor. En el Torneo Intermedio la serie B tendrá un equipo menos por lo que los puntos que resulten de esta serie para sumar en la Tabla Anual se dividirán entre los partidos jugados en el Intermedio en la serie (6 partidos) y multiplicados por los partidos jugados en la otra serie del Intermedio (7 partidos). Esto se resolvió por parte de la AUF para que los equipos de ambas series estén en igualdad de condiciones en la Tabla Anual.

## Equipos participantes

### Ascensos y descensos
Un total de 15 equipos disputarán el campeonato, incluyendo 12 equipos de la Primera División de Uruguay 2017 y tres ascendidos desde la Segunda División de Uruguay 2017. El Tanque Sisley no participará del torneo por deudas, de manera que ocupará uno de los tres lugares de descenso a la Segunda División de Uruguay 2019.
| Club     | Ascendido como                         |
| -------- | -------------------------------------- |
| Torque   | Campeón Segunda División 2017          |
| Atenas   | Subcampeón Segunda División 2017       |
| Progreso | Ganador Play-Off Segunda División 2017 |

| Club          | Descendido como             |
| ------------- | --------------------------- |
| Sud América   | 14° Tabla del descenso 2017 |
| Juventud      | 15° Tabla del descenso 2017 |
| Plaza Colonia | 16° Tabla del descenso 2017 |

### Información de equipos
Datos hasta antes del inicio del torneo. Todos los datos estadísticos corresponden únicamente a los Campeonatos Uruguayos organizados por la Asociación Uruguaya de Fútbol, no se incluyen los torneos de la FUF de 1923, 1924 ni el Torneo del Consejo Provisorio 1926 en las temporadas contadas. Las fechas de fundación de los equipos son las declaradas por los propios clubes implicados.
| Equipo               | Ciudad      | Estadio                      | Capacidad | Fundación                | Temporadas | Temp. Consecutivas | Títulos | Subtítulos | 2017 |
| -------------------- | ----------- | ---------------------------- | --------- | ------------------------ | ---------- | ------------------ | ------- | ---------- | ---- |
| Peñarol              | Montevideo  | Campeón del Siglo            | 40 005    | 28 de septiembre de 1891 | 112        | 89                 | 49      | 40         | 1°   |
| Defensor Sporting    | Montevideo  | Luis Franzini                | 16 000    | 15 de marzo de 1913      | 91         | 53                 | 4       | 8          | 2°   |
| Nacional             | Montevideo  | Gran Parque Central          | 34 000    | 14 de mayo de 1899       | 113        | 113                | 46      | 43         | 3°   |
| Montevideo Wanderers | Montevideo  | Parque Alfredo Víctor Viera  | 15 000    | 15 de agosto de 1902     | 101        | 18                 | 3       | 8          | 4°   |
| Cerro                | Montevideo  | Luis Tróccoli                | 25 000    | 1 de diciembre de 1922   | 72         | 11                 | —       | 1          | 5°   |
| Boston River         | Las Piedras | Juventud Parque Artigas      | 10 000    | 20 de febrero de 1939    | 2          | 2                  | —       | —          | 6°   |
| Rampla Juniors       | Montevideo  | Olímpico                     | 6 000     | 7 de enero de 1914       | 69         | 2                  | 1       | 5          | 7°   |
| Danubio              | Montevideo  | María Mincheff de Lazaroff   | 18 000    | 1 de marzo de 1932       | 68         | 48                 | 4       | 3          | 8°   |
| River Plate          | Montevideo  | Parque Federico Omar Saroldi | 5.165     | 11 de mayo de 1932       | 69         | 14                 | —       | 1          | 9°   |
| Racing               | Montevideo  | Parque Osvaldo Roberto       | 8 500     | 6 de abril de 1919       | 51         | 10                 | —       | —          | 10°  |
| Fenix                | Montevideo  | Parque Capurro               | 5 500     | 7 de julio de 1916       | 36         | 8                  | —       | —          | 11°  |
| Liverpool            | Montevideo  | Belvedere                    | 8 384     | 15 de febrero de 1915    | 76         | 3                  | —       | —          | 12°  |
| Torque               | Montevideo  | Centenario                   | 60 235    | 26 de diciembre de 2007  | —          | —                  | —       | —          |      |
| Atenas               | San Carlos  | Ateniense                    | 10 000    | 1 de mayo de 1928        | 2          | 1                  | —       | —          |      |
| Progreso             | Montevideo  | Abraham Paladino             | 3 200     | 30 de abril de 1917      | 21         | 1                  | 1       | —          |      |
| El Tanque Sisley (*) | Florida     | Campeones Olímpicos          | 7 000     | 17 de marzo de 1955      | 7          | 1                  | —       | —          | 13°  |

(*) El Tanque Sisley no participará del torneo por deudas, de manera que ocupará uno de los tres lugares de descenso a la Segunda División de Uruguay 2019.

### Cambios de entrenadores
En cursiva se señalan los entrenadores interinos.
| Torneo Clausura |                                                        |
| Equipo          | Entrenador (fechas, causa del cambio)                  |
| Peñarol         | Leonardo Ramos (0, renuncia) Luis Diego López (1-15)   |
| Rampla Juniors  | Julio Fuentes (1-8, cesado) Julio César Antúnez (9-15) |

## Sedes

### Equipos por departamento
Lugar de origen de los estadios utilizados por cada una de las instituciones de la Primera División, de manera que no refleja la procedencia original de dichos clubes, dado que Boston River ha decidido jugar en el interior del país y no en Montevideo, donde se encuentra su sede administrativa.
| Departamento | N.° | Equipos |
| ------------ | --- | --- |
| Montevideo   | 13  | Cerro, Danubio, Defensor Sporting, Fénix, Liverpool, Montevideo Wanderers, Nacional, Peñarol, Progreso, Racing, Rampla Juniors, River Plate y Torque |
| Maldonado    | 1   | Atenas |
| Canelones    | 1   | Boston River |

### Estadios utilizados
| Escala nacional                          | Escala montevideana | Escala montevideana |
| ---------------------------------------- | --- | ------------------- |
| Atenas Boston R. Montevideo (13 equipos) | Cerro Rampla Liverpool Defensor Sporting Nacional Peñarol Racing Progreso Torque Montevideo Wanderers River Plate Fénix Danubio |                     |

Listados de los estadios que utilizan los equipos participantes y su respectiva información, ordenados según su capacidad. El Estadio Centenario fue presentado como estadio locatario por Torque, pero también en algunas ocasiones es designado por la AUF como escenario para enfrentar a Nacional o Peñarol por motivos de seguridad.

## Clasificación

### Torneo Apertura «Abdón Porte»
|                                           | Pos. | Equipos           | PJ | PG | PE | PP | GF | GC | Dif. | Puntos |
| ----------------------------------------- | ---- | ----------------- | -- | -- | -- | -- | -- | -- | ---- | ------ |
|                                           | 1°   | Nacional (C)      | 15 | 12 | 2  | 1  | 26 | 8  | +18  | 38     |
|                                           | 2°   | Peñarol           | 15 | 11 | 3  | 1  | 28 | 10 | +18  | 36     |
|                                           | 3°   | Danubio           | 15 | 9  | 3  | 3  | 23 | 13 | +10  | 30     |
|                                           | 4°   | Defensor Sporting | 15 | 9  | 3  | 3  | 26 | 20 | +6   | 30     |
|                                           | 5°   | Liverpool         | 15 | 7  | 4  | 4  | 17 | 16 | +1   | 27     |
|                                           | 6°   | River Plate       | 15 | 7  | 4  | 4  | 28 | 22 | +6   | 25     |
|                                           | 7°   | Cerro             | 15 | 7  | 4  | 4  | 16 | 18 | -2   | 25     |
|                                           | 8°   | Progreso          | 15 | 6  | 3  | 6  | 25 | 17 | +8   | 21     |
|                                           | 9°   | Fénix             | 15 | 6  | 2  | 7  | 18 | 18 | 0    | 20     |
|                                           | 10°  | Boston River      | 15 | 5  | 5  | 5  | 17 | 21 | -4   | 19     |
|                                           | 11°  | Wanderers         | 15 | 5  | 3  | 7  | 14 | 20 | -6   | 18     |
|                                           | 12°  | Atenas            | 15 | 5  | 1  | 9  | 11 | 27 | -16  | 16     |
|                                           | 13°  | Racing            | 15 | 3  | 3  | 9  | 14 | 24 | -10  | 12     |
|                                           | 14°  | Torque            | 15 | 2  | 4  | 9  | 13 | 27 | -14  | 10     |
|                                           | 15°  | Rampla Juniors    | 15 | 2  | 4  | 9  | 12 | 27 | -15  | 10     |
| Última actualización: 23 de abril de 2018 |      |                   |    |    |    |    |    |    |      |        |

|  | Campeón del Torneo Apertura y clasificado a semifinal de la definición del Campeonato Uruguayo. |

- Nota: Los equipos que tuvieron fecha libre por no enfrentar a El Tanque Sisley sumaron 3 puntos y se consideró partido jugado y ganado, pero no recibieron goles a favor.

### Torneo Intermedio   «Juan Carlos Bugallo»

#### Grupo A
|                                          | Pos. | Equipos              | Puntos | PJ | PG | PE | PP | GF | GC | Dif. |
| ---------------------------------------- | ---- | -------------------- | ------ | -- | -- | -- | -- | -- | -- | ---- |
|                                          | 1°   | Nacional             | 17     | 7  | 5  | 2  | 0  | 19 | 5  | +14  |
|                                          | 2°   | Cerro                | 13     | 7  | 3  | 4  | 0  | 9  | 5  | +4   |
|                                          | 3°   | Danubio              | 10     | 7  | 3  | 1  | 3  | 12 | 12 | 0    |
|                                          | 4°   | Racing               | 10     | 7  | 3  | 1  | 3  | 5  | 9  | -4   |
|                                          | 5°   | Montevideo Wanderers | 9      | 7  | 3  | 0  | 4  | 8  | 10 | -2   |
|                                          | 6°   | Liverpool            | 8      | 7  | 2  | 2  | 3  | 10 | 11 | -1   |
|                                          | 7°   | Rampla Juniors       | 6      | 7  | 2  | 0  | 5  | 9  | 14 | -5   |
|                                          | 8°   | Fénix                | 5      | 7  | 1  | 2  | 4  | 7  | 13 | -6   |
| Última actualización: 5 de junio de 2018 |      |                      |        |    |    |    |    |    |    |      |

|  | Ganador de la Grupo A y clasificado a la final del Torneo Intermedio. |

#### Grupo B
|                                          | Pos. | Equipos           | Puntos | PJ | PG | PE | PP | GF | GC | Dif. |
| ---------------------------------------- | ---- | ----------------- | ------ | -- | -- | -- | -- | -- | -- | ---- |
|                                          | 1°   | Torque            | 13     | 6  | 4  | 1  | 1  | 10 | 6  | +4   |
|                                          | 2°   | Peñarol           | 12     | 6  | 4  | 0  | 2  | 20 | 10 | +10  |
|                                          | 3°   | River Plate       | 9      | 6  | 2  | 3  | 1  | 5  | 9  | -4   |
|                                          | 4°   | Atenas            | 8      | 6  | 2  | 2  | 2  | 6  | 5  | +1   |
|                                          | 5°   | Progreso          | 6      | 6  | 1  | 3  | 2  | 5  | 7  | -2   |
|                                          | 6°   | Defensor Sporting | 6      | 6  | 2  | 0  | 4  | 4  | 8  | -4   |
|                                          | 7°   | Boston River      | 4      | 6  | 1  | 1  | 4  | 2  | 7  | -5   |
| Última actualización: 6 de junio de 2018 |      |                   |        |    |    |    |    |    |    |      |

|  | Ganador de la Grupo B y clasificado a la final del Torneo Intermedio. |

#### Final
| Final; 10 de junio de 2018, 15:00 | Nacional                                                  | 3:2 (0:2) | Torque                                | Estadio Centenario, Montevideo |                              |
|                                   | Luis Aguiar 66' · Luis Aguiar 71' · Gonzalo Bergessio 90' |           | Darío Pereira 21' · Darío Pereira 38' | Árbitro(s): Esteban Ostojich   | Árbitro(s): Esteban Ostojich |

| Campeón del Torneo Intermedio 2018 Nacional 2° título. |

### Torneo Clausura «Hugo Sebastiani»
|                                              | Pos. | Equipos           | PJ | PG | PE | PP | GF | GC | Dif. | Puntos |
| -------------------------------------------- | ---- | ----------------- | -- | -- | -- | -- | -- | -- | ---- | ------ |
|                                              | 1°   | Peñarol (C)       | 15 | 11 | 3  | 1  | 25 | 10 | +15  | 36     |
|                                              | 2º   | Nacional          | 15 | 9  | 3  | 3  | 19 | 14 | +5   | 30     |
|                                              | 3º   | Wanderers         | 15 | 8  | 4  | 3  | 26 | 20 | +6   | 28     |
|                                              | 4°   | Racing            | 15 | 7  | 4  | 4  | 17 | 13 | +4   | 25     |
|                                              | 5°   | Liverpool         | 15 | 6  | 5  | 4  | 22 | 17 | +5   | 23     |
|                                              | 6°   | Defensor Sporting | 15 | 6  | 4  | 5  | 23 | 19 | +4   | 22     |
|                                              | 7º   | Progreso          | 15 | 6  | 4  | 5  | 21 | 19 | +2   | 22     |
|                                              | 8º   | Rampla Juniors    | 15 | 5  | 6  | 4  | 16 | 16 | 0    | 21     |
|                                              | 9º   | Cerro             | 15 | 5  | 6  | 4  | 22 | 23 | -1   | 21     |
|                                              | 10º  | Danubio           | 15 | 4  | 8  | 3  | 13 | 15 | -2   | 20     |
|                                              | 11º  | Torque            | 15 | 4  | 6  | 5  | 16 | 18 | -2   | 18     |
|                                              | 12º  | Fénix             | 15 | 5  | 3  | 7  | 16 | 19 | -3   | 18     |
|                                              | 13º  | River Plate       | 15 | 4  | 3  | 8  | 20 | 33 | -13  | 15     |
|                                              | 14°  | Boston River      | 15 | 4  | 2  | 9  | 14 | 22 | -8   | 14     |
|                                              | 15°  | Atenas            | 15 | 2  | 7  | 6  | 12 | 24 | -12  | 13     |
| Última actualización: 4 de noviembre de 2018 |      |                   |    |    |    |    |    |    |      |        |

|  | Campeón del Torneo Clausura y clasificado a semifinal de la definición del Campeonato Uruguayo. |

- Nota: Los equipos que tuvieron fecha libre por no enfrentar a El Tanque Sisley sumaron 3 puntos y se consideró partido jugado y ganado, pero no recibieron goles a favor.

### Tabla anual
| Pos.                                         | Equipos              | PJ | PG | PE | PP | GF | GC | Dif. | Puntos |
| -------------------------------------------- | -------------------- | -- | -- | -- | -- | -- | -- | ---- | ------ |
| 1°                                           | Peñarol              | 36 | 26 | 6  | 4  | 73 | 30 | +43  | 86     |
| 2°                                           | Nacional             | 37 | 26 | 7  | 4  | 64 | 27 | +37  | 85     |
| 3°                                           | Danubio              | 37 | 16 | 12 | 9  | 48 | 40 | +8   | 60     |
| 4°                                           | Defensor Sporting    | 36 | 17 | 7  | 12 | 53 | 47 | +6   | 59     |
| 5°                                           | Cerro                | 37 | 15 | 14 | 8  | 47 | 46 | +1   | 59     |
| 6°                                           | Liverpool            | 37 | 15 | 11 | 11 | 49 | 44 | +5   | 58     |
| 7°                                           | Montevideo Wanderers | 37 | 16 | 7  | 14 | 48 | 50 | -2   | 55     |
| 8°                                           | River Plate          | 36 | 13 | 10 | 13 | 53 | 64 | -11  | 50,5   |
| 9°                                           | Progreso             | 36 | 13 | 10 | 13 | 51 | 43 | +8   | 50     |
| 10°                                          | Racing               | 37 | 13 | 8  | 16 | 36 | 46 | -10  | 47     |
| 11°                                          | Torque               | 36 | 10 | 11 | 15 | 39 | 51 | -12  | 43,17  |
| 12°                                          | Fénix                | 37 | 12 | 7  | 18 | 41 | 50 | -9   | 43     |
| 13°                                          | Atenas               | 36 | 9  | 10 | 17 | 29 | 56 | -27  | 38,33  |
| 14°                                          | Boston River         | 36 | 10 | 8  | 18 | 33 | 50 | -17  | 37,67  |
| 15°                                          | Rampla Juniors       | 37 | 9  | 10 | 18 | 37 | 57 | -20  | 37     |
| Última actualización: 4 de noviembre de 2018 |                      |    |    |    |    |    |    |      |        |

|  | Clasificado a la Final del Campeonato Uruguayo 2018 y a la Fase de grupos de la Copa Libertadores 2019. |
|  | Clasificado a la Fase de grupos de la Copa Libertadores 2019.                                           |
|  | Clasificado a la Fase 2 de la Copa Libertadores 2019.                                                   |
|  | Clasificado a la Fase 1 de la Copa Libertadores 2019.                                                   |
|  | Clasificados a la Copa Sudamericana 2019.                                                               |

- Nota: Los equipos que integraron la serie B en el Torneo Intermedio, según lo previsto por el reglamento de la Asociación Uruguaya de Fútbol a raíz de la descalificación de El Tanque Sisley, se les multiplicaron los puntos obtenidos en dicho torneo por un factor de 7/6 a efectos de la contabilización para la Tabla Anual.[17]

### Permanencia
Hubo tres descensos directos al Campeonato Uruguayo de Segunda División 2019. Uno de ellos fue ocupado por  El Tanque Sisley a raíz de su descalificación por deudas. El criterio de descenso definido por la Asociación Uruguaya de Fútbol para esta temporada fue el de elaborar una tabla de promedios sumando los puntos obtenidos por los respectivos equipos en el Campeonato Uruguayo 2017 y Campeonato Uruguayo 2018, en el que los dos peores clasificados al final de la temporada, descienden. Para obtener el cociente, se suma la cantidad de puntos obtenidos en Primera División en las temporadas mencionadas y se divide entre los partidos jugados. Nótese que al considerar los puntos obtenidos en el Campeonato Uruguayo 2018, se deben tomar los puntos de la Tabla Anual sin realizar la multiplicación por 7/6 de los puntos logrados en el Torneo Intermedio por los equipos que jugaron un partido menos en dicho torneo. En caso de empate en el promedio de puntos, se debe realizar el promedio de diferencia de goles (diferencia de goles dividida entre los partidos jugados en Primera División en las dos últimas temporadas). 
| Pos.                                         | Equipos              | PJ                    | Anual 2017            | Anual 2018            | Puntos                | Promedio              |
| -------------------------------------------- | -------------------- | --------------------- | --------------------- | --------------------- | --------------------- | --------------------- |
| 1°                                           | Peñarol              | 73                    | 86                    | 84                    | 170                   | 2,329                 |
| 2°                                           | Nacional             | 74                    | 83                    | 85                    | 168                   | 2,270                 |
| 3°                                           | Defensor Sporting    | 73                    | 86                    | 58                    | 144                   | 1,973                 |
| 4°                                           | Cerro                | 74                    | 53                    | 59                    | 112                   | 1,514                 |
| 5°                                           | Montevideo Wanderers | 74                    | 55                    | 55                    | 110                   | 1,487                 |
| 6°                                           | Danubio              | 74                    | 46                    | 60                    | 106                   | 1,432                 |
| 7°                                           | Progreso             | 36                    | -                     | 49                    | 49                    | 1,361                 |
| 8°                                           | River Plate          | 73                    | 45                    | 49                    | 94                    | 1,288                 |
| 9°                                           | Liverpool            | 74                    | 37                    | 58                    | 95                    | 1,284                 |
| 10°                                          | Boston River         | 73                    | 52                    | 37                    | 89                    | 1,219                 |
| 11°                                          | Racing               | 74                    | 45                    | 47                    | 92                    | 1,243                 |
| 12°                                          | Rampla Juniors       | 74                    | 50                    | 37                    | 87                    | 1,176                 |
| 13°                                          | Fénix                | 74                    | 42                    | 43                    | 85                    | 1,149                 |
| 14°                                          | Torque (D)           | 36                    | -                     | 41                    | 41                    | 1,139                 |
| 15°                                          | Atenas (D)           | 36                    | -                     | 37                    | 37                    | 1,028                 |
| 16°                                          | El Tanque Sisley (D) | Descendido por deudas | Descendido por deudas | Descendido por deudas | Descendido por deudas | Descendido por deudas |
| Última actualización: 4 de noviembre de 2018 |                      |                       |                       |                       |                       |                       |

|  | En zona de descenso al Campeonato Uruguayo de Segunda División 2019 |

## Definición del campeonato
|  | Semifinal                          | Semifinal |  |  | Final                         | Final | Final |
|  |                                    |           |  |  |                               |       |       |
|  |                                    |           |  |  |                               |       |       |
|  | Nacional (Ganador Apertura)        | 1         |  |  |                               |       |       |
|  | Peñarol (Ganador Clausura) (t. s.) | 2         |  |  |                               |       |       |
|  |                                    |           |  |  |                               |       |       |
|  |                                    |           |  |  | Peñarol (Ganador Semifinal)   | -     | -     |
|  |                                    |           |  |  | Peñarol (Ganador Tabla Anual) | -     | -     |
|  |                                    |           |  |  |                               |       |       |

| 1          | POR        | Esteban Conde       |     |
| 2          | DEF        | Marcos Angeleri     |     |
| 5          | DEF        | Rafael García       |     |
| 6          | DEF        | Alexis Rolín        | 81' |
| 22         | DEF        | Alfonso Espino      |     |
| 13         | MED        | Matías Zunino       | 95' |
| 19         | MED        | Santiago Romero     |     |
| 17         | MED        | Christian Oliva     | 69' |
| 14         | MED        | Gonzalo Castro      |     |
| 18         | DEL        | Sebastián Fernández |     |
| 24         | DEL        | Gonzalo Bergessio   |     |
| Entrenador | Entrenador | Alexander Medina    |     |

| 12         | POR        | Kevin Dawson        |      |
| 27         | DEF        | Lucas Hernández     |      |
| 4          | DEF        | Carlos Rodríguez    |      |
| 2          | DEF        | Fabricio Formiliano |      |
| 15         | DEF        | Ezequiel Busquets   |      |
| 20         | MED        | Giovanni González   | 55'  |
| 7          | MED        | Cristian Rodríguez  |      |
| 23         | MED        | Walter Gargano      |      |
| 19         | MED        | Agustín Canobbio    | 67'  |
| 28         | DEL        | Lucas Viatri        |      |
| 26         | DEL        | Gabriel Fernández   | 114' |
| Entrenador | Entrenador | Diego López         |      |

| 7  | MED | Luis Aguiar       | 69' |
| 3  | DEF | Rodrigo Erramuspe | 81' |
| 10 | DEL | Tabaré Viudez     | 95' |

| 10 | MED | Maximiliano Rodríguez | 55'  |
| 11 | MED | Fabián Estoyanoff     | 67'  |
| 24 | DEL | Darwin Núñez          | 114' |

| Amonestado | 18' | Christian Oliva   |
| Amonestado | 56' | Matías Zunino     |
| Amonestado | 88' | Rafael García     |
| Amonestado | 93' | Alfonso Espino    |
| Amonestado | 98' | Gonzalo Bergessio |

| Amonestado | 103' | Ezequiel Busquets |
| Amonestado | 110' | Fabián Estoyanoff |

| Anotado | 47' | Matías Zunino | 1-0 |

| Anotado         | 71' | Fabricio Formiliano | 1-1 |
| Anotado · Penal | 95' | Cristian Rodríguez  | 1-2 |

| Árbitro             | Daniel Fedorczuk |
| Árbitros asistentes | Nicolás Tarán    |
| Árbitros asistentes | Miguel Nievas    |
| Cuarto árbitro      | Andrés Matonte   |

| 1          | POR        | Esteban Conde       |     |
| 2          | DEF        | Marcos Angeleri     |     |
| 5          | DEF        | Rafael García       |     |
| 6          | DEF        | Alexis Rolín        | 81' |
| 22         | DEF        | Alfonso Espino      |     |
| 13         | MED        | Matías Zunino       | 95' |
| 19         | MED        | Santiago Romero     |     |
| 17         | MED        | Christian Oliva     | 69' |
| 14         | MED        | Gonzalo Castro      |     |
| 18         | DEL        | Sebastián Fernández |     |
| 24         | DEL        | Gonzalo Bergessio   |     |
| Entrenador | Entrenador | Alexander Medina    |     |

| 12         | POR        | Kevin Dawson        |      |
| 27         | DEF        | Lucas Hernández     |      |
| 4          | DEF        | Carlos Rodríguez    |      |
| 2          | DEF        | Fabricio Formiliano |      |
| 15         | DEF        | Ezequiel Busquets   |      |
| 20         | MED        | Giovanni González   | 55'  |
| 7          | MED        | Cristian Rodríguez  |      |
| 23         | MED        | Walter Gargano      |      |
| 19         | MED        | Agustín Canobbio    | 67'  |
| 28         | DEL        | Lucas Viatri        |      |
| 26         | DEL        | Gabriel Fernández   | 114' |
| Entrenador | Entrenador | Diego López         |      |

| 7  | MED | Luis Aguiar       | 69' |
| 3  | DEF | Rodrigo Erramuspe | 81' |
| 10 | DEL | Tabaré Viudez     | 95' |

| 10 | MED | Maximiliano Rodríguez | 55'  |
| 11 | MED | Fabián Estoyanoff     | 67'  |
| 24 | DEL | Darwin Núñez          | 114' |

| Amonestado | 18' | Christian Oliva   |
| Amonestado | 56' | Matías Zunino     |
| Amonestado | 88' | Rafael García     |
| Amonestado | 93' | Alfonso Espino    |
| Amonestado | 98' | Gonzalo Bergessio |

| Amonestado | 103' | Ezequiel Busquets |
| Amonestado | 110' | Fabián Estoyanoff |

| Anotado | 47' | Matías Zunino | 1-0 |

| Anotado         | 71' | Fabricio Formiliano | 1-1 |
| Anotado · Penal | 95' | Cristian Rodríguez  | 1-2 |

| Árbitro             | Daniel Fedorczuk |
| Árbitros asistentes | Nicolás Tarán    |
| Árbitros asistentes | Miguel Nievas    |
| Cuarto árbitro      | Andrés Matonte   |

|                                           |
| Campeón Uruguayo 2018 Peñarol 50.° título |

## Reclamo de puntos y fallo del Tribunal de Contiendas de la AUF
En los últimos minutos del partido semifinal de la definición del campeonato, fueron expulsados el director técnico de Peñarol y el entrenador y asistente técnico de Nacional. En el caso de Peñarol, el ayudante técnico, Michele Fini, no fue expulsado y se mantuvo en el área técnica durante algunos minutos, realizando indicaciones a sus jugadores, hasta que un directivo de Peñarol le solicitó que abandonara la cancha. La razón fue que Fini no contaba con contrato vigente registrado en la Asociación Uruguaya de Fútbol, por lo que existía la posibilidad de estar violando el reglamento si se mantenía dirigiendo.
El hecho no pasó inadvertido para los dirigentes de Nacional, que elevaron una demanda al Tribunal de Contiendas de la AUF reclamando los puntos del partido, que había tenido un resultado de 2-1 a favor de Peñarol. Existieron varios reclamos sobre la designación de los integrantes del tribunal que iba a estudiar el caso. Primeramente, Peñarol presentó una solicitud (que luego fue aprobada) para que Eduardo Albistur no integrase dicho tribunal a raíz de ser parte del estudio jurídico de Ramiro Olmos, representante de Nacional en la AUF. Por su parte, Nacional hizo lo propio con Hugo Lens por su relación personal con el expresidente de Peñarol, Juan Pedro Damiani, y porque había compartido un estudio jurídico con un patrocinante de un reclamo laboral que se le había realizado a Nacional. Esta solicitud fue rechazada por la AUF.
Una vez conformado el tribunal el 20 de diciembre de 2018, este procedió a estudiar el caso. Finalmente, el 28 de diciembre se conoció el fallo final, el cual desestimaba el reclamo de Nacional, manteniéndose Peñarol como el ganador de la semifinal y, por tanto, del Campeonato Uruguayo 2018 de forma definitiva.

## Estadísticas
- Primer gol de la Temporada: convertido el 3 de febrero, al minuto 12 por Mathías Acuña (Fénix) vs. Rampla Juniors.

| Jugador                                      | Equipo   | Goles | Partidos | Promedio |
| -------------------------------------------- | -------- | ----- | -------- | -------- |
| Gonzalo Bergessio                            | Nacional | 17    | 34       | 0,50     |
| David Terans                                 | Danubio  | 14    | 20       | 0,7      |
| Última actualización: 4 de noviembre de 2018 |          |       |          |          |
| Fuente:                                      |          |       |          |          |

| Jugador                                      | Equipo  | Asistencias | Partidos | Promedio |
| -------------------------------------------- | ------- | ----------- | -------- | -------- |
| Fabian Estoyanoff                            | Peñarol | 15          | 34       | 0,40     |
| Última actualización: 4 de noviembre de 2018 |         |             |          |          |
| Fuente:                                      |         |             |          |          |

| Jugador                                      | Equipo  | G. R. | Partidos | Promedio |
| -------------------------------------------- | ------- | ----- | -------- | -------- |
| Kevin Dawson                                 | Peñarol | 31    | 37       | 0,82     |
| Última actualización: 4 de noviembre de 2018 |         |       |          |          |
| Fuente: AUF                                  |         |       |          |          |

## Premios
A partir de esta temporada la AUF implementará una serie de premios tanto mensuales como anuales para premiar a los equipos, jugadores, técnicos y árbitros más destacados de la temporada. Los premios serán otorgados por un equipo técnico conformado para tal motivo, el cual estará integrado por Raúl Moller, Fabián Carini, Rodolfo Rodríguez, Rubén Paz, Juan Ahuntchaín, Jorge Giordano, Pablo Forlán, Juan Tchakidjián, Ernesto Filippi, Pablo Fandiño, Ricardo Piñeyrúa y Eduardo Rivas.
Los premios mensuales serán tres: mejor jugador, mejor talento sub-21 y mejor gol; los tres entregados por el equipo técnico. Los premios anuales serán: mejor jugador, mejor director técnico, mejor árbitro, mejor árbitro asistente, joven talento de la temporada (sub-21), mejor debutante (futbolista con primeros minutos en Primera División - mayores de 21), mejor gol, jugador del público, fair play, valla menos vencida y goleador de la temporada. También se va a elegir el equipo ideal de la temporada que incluirá al mejor jugador.

### Premios mensuales
| Mes        | Mejor jugador del mes | Mejor jugador del mes | Joven talento del mes (sub-21) | Joven talento del mes (sub-21) | Mejor gol del mes | Mejor gol del mes |
| Mes        | Jugador               | Equipo                | Jugador                        | Equipo                         | Jugador           | Equipo            |
| ---------- | --------------------- | --------------------- | ------------------------------ | ------------------------------ | ----------------- | ----------------- |
| Febrero    | Gonzalo Bergessio     | Nacional              | Leonardo Fernández             | Fénix                          | Lucas Hernández   | Peñarol           |
| Marzo      | Federico Martínez     | Liverpool             | Agustín Canobbio               | Peñarol                        | Franco López      | Cerro             |
| Abril      | David Terans          | Danubio               | Nicolás González               | Cerro                          | Agustín Canobbio  | Peñarol           |
| Mayo       | Cristian Palacios     | Peñarol               | Juan Ignacio Ramírez           | Liverpool                      | Christian Oliva   | Nacional          |
| Junio      | Luis Aguiar           | Nacional              | Valentín Castellanos           | Torque                         | Darío Pereira     | Torque            |
| Julio      | Carlos Grossmüller    | Danubio               | Leonardo Fernández             | Fénix                          | Ángelo Gabrielli  | Liverpool         |
| Agosto     | Gabriel Fernández     | Peñarol               | Cristopher Fiermarin           | Torque                         | Matías Cóccaro    | Rampla Juniors    |
| Septiembre | Gabriel Fernández     | Peñarol               | Ignacio De Arruabarrena        | Wanderers                      | Mauro Da Luz      | River Plate       |
| Octubre    | Ezequiel Busquets     | Peñarol               | Federico Martínez              | Liverpool                      | Robert Ergas      | Boston River      |

### Premios anuales
El 5 de diciembre de 2018, se realizó la gala donde se entregaron los distintos premios correspondientes al Campeonato Uruguayo 2018. Esta gala contó con la participación de diversos actores del fútbol como futbolistas activos y retirados, entrenadores y árbitros.
| Premio                  | Premiado                            | Equipo    |
| Mejor jugador           | Kevin Dawson                        | Peñarol   |
| Mejor DT                | Diego López                         | Peñarol   |
| Mejor árbitro           | Leodán González                     | AUDAF     |
| Mejor árbitro asistente | Nicolás Tarán                       | AUDAF     |
| Mejor talento sub 21    | Leonardo Fernández                  | Fénix     |
| Mejor debutante         | Christian Oliva                     | Nacional  |
| Mejor gol               | Agustín Canobbio                    | Peñarol   |
| Jugador del público     | Cristian Rodríguez                  | Peñarol   |
| Fair Play               | Federico Martínez Sebastián Cáceres | Liverpool |
| Valla menos vencida     | Esteban Conde, Luis Mejía           | Nacional  |
| Goleador                | Gonzalo Bergessio                   | Nacional  |
| ----------------------- | ----------------------------------- | --------- |

1. ↑  Se consideró, por parte del Equipo Técnico, los goles recibidos por parte de un mismo equipo sin discriminar si hubo uno o más arqueros ocupando el arco.

###### Equipo ideal de la temporada
| Premiado            | Equipo            |
| Kevin Dawson        | Peñarol           |
| Mathías Suárez      | Defensor Sporting |
| Fabricio Formiliano | Peñarol           |
| Sebastián Cáceres   | Liverpool         |
| Lucas Hernández     | Peñarol           |
| Leandro Paiva       | Cerro             |
| Christian Oliva     | Nacional          |
| Cristian Rodríguez  | Peñarol           |
| Leonardo Fernández  | Fénix             |
| Gonzalo Bergessio   | Nacional          |
| Gabriel Fernández   | Peñarol           |
| ------------------- | ----------------- |